# Гусейн-Заде, Сабир Меджидович
Сабир Меджидович Гусейн-Заде (род. 29 июля 1950, Москва) — советский и российский математик, доктор физико-математических наук, профессор.

## Биография
По национальности азербайджанец. Окончил Вторую школу. Выиграв золотую медаль на Международной математической олимпиаде, Гусейн-Заде поступил на механико-математический факультет МГУ в 1966 году, окончил МГУ в 1971 и аспирантуру МГУ в 1974 году.
В 1975 году защитил кандидатскую диссертацию под руководством С. П. Новикова на тему «Матрицы пересечений особенностей функций двух переменных», а в 1991 году стал доктором физико-математических наук.
Профессор кафедры высшей геометрии и топологии механико-математического факультета МГУ (c 1996). Преподаёт также в Независимом Московском университете (член Учёного совета НМУ). Входит в Правление Московского математического общества.
Заслуженный профессор МГУ (2012).
В 1998 году С. М. Гусейн-Заде был председателем Оргкомитета 61-й Московской математической олимпиады.
Член редакционных коллегий и советов журналов:
- «Математическое просвещение»;
- «Функциональный анализ и его приложения»;
- Редактор (совместно с Ю. С. Ильяшенко и М. А. Цфасманом) международного «Moscow Mathematical Journal», издаваемого Независимым Московским университетом.

## Личная жизнь
Женат. Двое детей

## Научная деятельность
К области научных интересов С. М. Гусейн-Заде относятся теория особенностей и топология алгебраических пространств. С. М. Гусейн-Заде — автор более 200 публикаций по чистой и прикладной математике, из которых несколько монографий.

### Основные публикации
- Особенности дифференцируемых отображений (соавторы В. И. Арнольд, А. Н. Варченко, т. I, «Классификация критических точек, каустик и волновых фронтов», 1982)
- Особенности дифференцируемых отображений (соавторы В. И. Арнольд, А. Н. Варченко, т. II, «Монодромия и асимптотики интегралов», 1984)
- Вычислительные методы и использование ЭВМ в экономической и социальной географии (соавтор С. Е. Ханин, 1987)
- Модели размещения населения и населённых пунктов (1988)
- Разборчивая невеста (библиотека «Математическое просвещение») (2003)